# فتق الدماغ
فتق الدماغ (بالإنجليزية: Brain herniation)‏ هو أحد الآثار الجانبية التي قد تكون قاتلة عند وجود ضغط عالي جداً داخل الجمجمة ناتج عن حشر جزء من الدماغ عبر تراكيب داخل الجمجمة. يكون الدماغ قادر على التنقل عبر تراكيب مثل منجل المخ وخيمة المخيخ وحتى من خلال الثقبة العظمى (فتحة في قاعدة الجمجمة يتصل من خلالها الحبل الشوكي مع الدماغ). يمكن أن يكون الفتق ناتج عن عدد من العوامل التي تتسبب في تأثير الكتلة وزيادة الضغط داخل الجمجمة وتشمل: إصابات بالغة في المخ ونزيف داخل الجمجمة أو ورم في الدماغ.
يمكن أيضا أن يحدث الفتق في غياب الضغط العالي داخل الجمجمة وذلك في حال وجود آفات كتلية مثل وجود أورام دموية تتكون على جدران تراكيب الدماغ. في مثل هذه الحالات يزداد الضغط الموضعي في مكان حدوث الفتق، ولكن لا ينتقل هذا الضغط إلى باقي أجزاء الدماغ، وبالتالي لا تسجل أي زيادة في الضغط داخل الجمجمة.

## التصنيف
خيمة المخيخ هي امتداد للأم الجافية والتي تفصل المخيخ عن نصفي المخ الكرويان. هناك تصنيفان رئيسيان للفتق الدماغي: فوق الخيمة"supratentorial" وتحت الخيمة " infratentorial". فتق الدماغ فوق الخيمة يشير إلى انفتاق التراكيب الموجودة فوق الثلم الخيمي أما بالنسبة للفتق تحت الخيمة فيشير لانفتاق التراكيب الموجودة تحته.
- الانفتاق فوق الخيمة:
  - انفتاق خلال الخيمة أو انْفِتاقٌ شَصِّيّ أو مِعْقَفِيّ (Uncal herniation).
  - انفتاق مركزي
  - انفتاق تحت/خلال المنجل "subfalcine/transfalcine".
  - انفتاق خلال قبة القحف أو الجمجمة
  - انفتاق سقغي أو خلفي "tectal".

- الانفتاق تحت الخيمة:
  - انفتاق مخيخي لأعلى
  - انفتاق مخيخي لأسفل (انفتاق اللوزة المخيخية) "tonsillar".

## الأعراض والعلامات

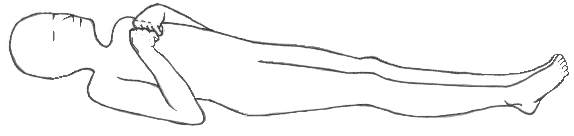
وضعية منزوع القشرة، مع ثني المِرفقين، الرسغان والأصابع، ومد الساقين وجعلها مدارة نحو الداخل.

غالبا ما يحدث فتق الدماغ في الأوضاع غير الطبيعية التي يتم من خلالها تحديد مواقع في الأطراف تتميز بالدلالة على تلف شديد بالدماغ. هؤلاء المرضى لديهم مستوى منخفض من الوعي يترواح من 3 إلى 5 درجات على مقياس غلاسكو للغيبوبة. إحدى أو كلا الحدقتين قد تتسع وتفشل في الانقباض استجابة للضوء. يمكن أيضا أن يحدث القيء نتيجة لضغط مركز القيء في النخاع المستطيل.

## الأسباب
تشمل أسباب فتق الدماغ:
- وذمة دماغية
- ورم دموي
- سكتة
- ورم الدماغ
- عدوى الجهاز العصبي المركزي

## التشخيص والعلاج

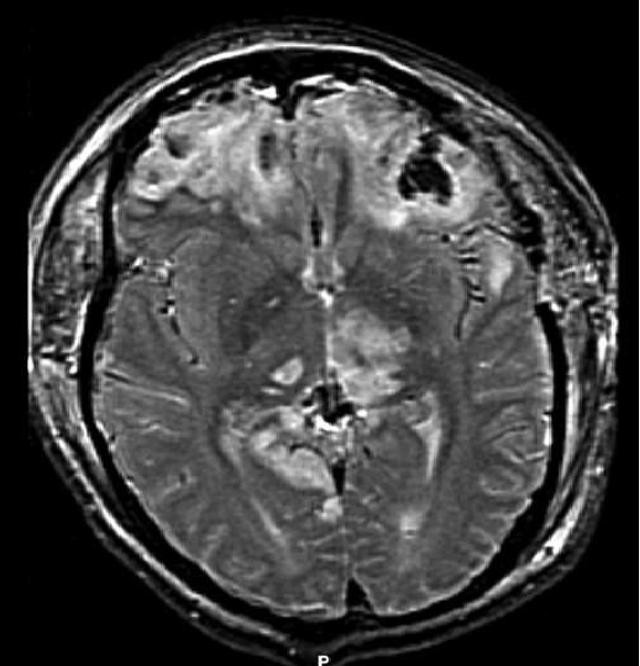
تصوير بالرنين المغناطيسي يظهر الضرر الناجم عن الفتق. ترك هذا المريض بإعاقات دائمة بما في ذلك التي تشمل الحركة والكلام.

يتضمن العلاج إزالة الكتلة المسببة للمرض وإزالة أو تخفيف الضغط عن طريق قطع القحف. قد يتسبب فتق الدماغ في عجز شديد أو حتى الموت . في الواقع عندما يكون الفتق مرئي على التصوير المقطعي يكون التشخيص لشفاء مجدي لوظيفة الجهاز العصبي ضعيفا. يمكن أن يصبح المريض مشلولا من نفس جهة المرض الذي يسبب الضغط، أو تلف في أجزاء من الدماغ ناتج من الفتق يسبب الشلل من الجهة المعاكسة لجهة المرض. الأضرار التي لحقت بالدماغ المتوسط والذي يحتوي على شبكة التنشيط الشبكية والتي تنظم الوعي سوف تؤدي إلى غيبوبة. الأضرار التي تلحق بمراكز القلب والتنفس في النخاع المستطيل تتسبب في توقف التنفس وثانيا توقف القلب. لا يزال البحث جاريا بشأن استخدام عوامل الحماية العصبية خلال فترة مطولة ما بعد رضح الدماغ وترتبط زيادة الحساسية بهذه المتلازمة.